# Barochan Cross

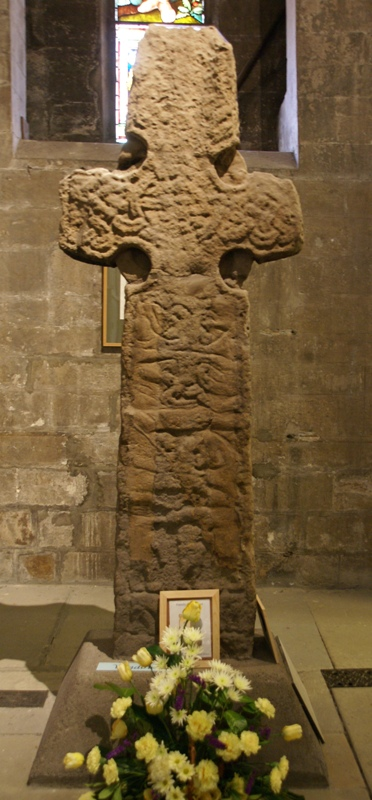
Het verweerde Barochan Cross.

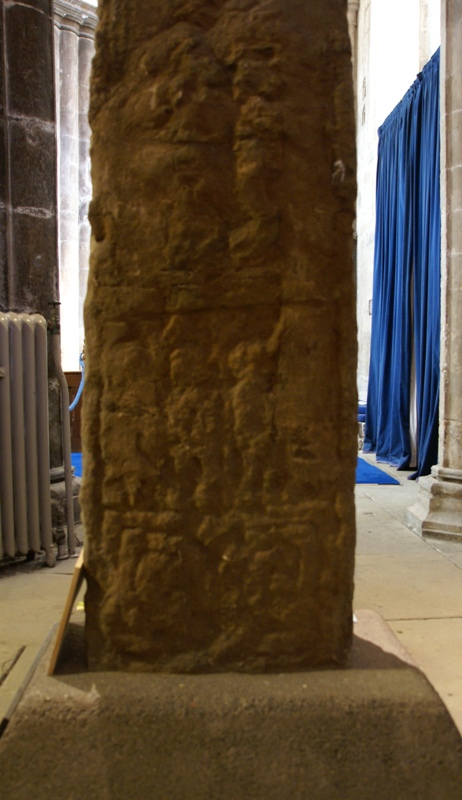
Detail van de achterzijde: mannen blazend op trompetten.

Het Barochan Cross is een tiende-eeuws vrijstaand kruis, dat zich sinds het einde van de twintigste eeuw in Paisley Abbey in Paisley in de Schotse regio Renfrewshire bevindt.

## Geschiedenis
Het Barochan Cross kan niet precies gedateerd worden, maar stamt hoogstwaarschijnlijk uit de periode 900-1100.
Het Barochan Cross behoort samen met het Sun Cross in Govan en het Netherton Cross in Hamilton tot de enige overgebleven geheel vrijstaande kruisen uit de vroege Middeleeuwen in het koninkrijk Strathclyde.
Het kruis werd vermoedelijk gemaakt door een groep beeldhouwers die behoorden tot de zogenaamde Govan-school; in de Govan Parish Church is veel beeldhouwkunst gevonden die dezelfde stijl als het kruis heeft.
Het kruis stond oorspronkelijk iets ten zuiden van de molen genaamd Barochan Mill nabij Houston. Het kruis stond langs de route die in noordelijke richting leidde naar Alt Clut, het politieke centrum van het koninkrijk Strathclyde. Op de nabijgelegen heuvel genaamd Barochan Hill bevond zich ooit een Romeins fort genaamd Coria. Deze naam is afgeleid van het keltisch en betekent plaats voor gasten. Het is mogelijk dat Barochan ooit een centrum voor een stam in de regio was.
Iets voor 1856 werd het kruis verplaatst naar de top van een heuvel nabij de molen. In 1924 kwam het Barochan Cross in staatsbeheer. In 1981 werd het kruis geplaatst in het South Aisle van Paisley Abbey om het te conserveren en te beschermen tegen weersinvloeden.

## Beschrijving
Het Barochan Cross is een vrijstaand zandstenen kruis met een hoogte van 3,4 meter, waarvan de onderste 0,9 meter normaliter zich onder de grond bevindt.
Het kruis is aan alle vier de zijden versierd. De versiering bestaat grotendeels uit panelen met in elkaar grijpende patronen.

### Voorzijde
De voorzijde bestaat uit een drietal grote panelen, die alle rijk versierd zijn. De twee bovenste panelen bevatten geen figuren. Het onderste paneel toont een krijger te paard bewapend met een speer, een man met een drinkhoorn, drie andere mannen van wie eentje een bijl vasthoudt, en twee naar elkaar kijkende dieren.

### Achterzijde
Op de achterzijde bevinden zich twee panelen met een rij van vier identieke figuren.
Het bovenste paneel toont vier figuren in lange kleding. Het onderste paneel toont vier figuren in profiel, blazend op trompetten en met speren in de hand.

## Beheer
Het Barochan Cross wordt beheerd door Historic Scotland.